# Списак српских писаца фантастике
Писци фантастике, укључујући и научну фантастику и фантазију, који су писали на српском или објављивали претежно унутар српске културе.
|  |  |  |  |  |  |  |  |  |  |  |  |  |  |  |  |  |  |  |  |  |  |  |  |  |  |  |  |  |  |

## А
- Ратко Адамовић
- Данило Аларгић
- Снежана Алтман
- Иво Андрић
- Миливој Анђелковић
- Радмило Анђелковић („Р. Ангелакис“)

|  |  |  |  |  |  |  |  |  |  |  |  |  |  |  |  |  |  |  |  |  |  |  |  |  |  |  |  |  |  |

## Б
- Драган Бабић
- Стеван Бабић
- Владислав Бајац
- Ђорђе Бајић
- Илија Бакић
- Лаура Барна
- Светислав Басара
- Лидија Беатовић
- Бранко Белан
- Душан Белча
- Драган Бискуповић
- Жика Богдановић
- Милан Борић
- Вера Броз
- Стеван Бошњак
- Тома Брут

|  |  |  |  |  |  |  |  |  |  |  |  |  |  |  |  |  |  |  |  |  |  |  |  |  |  |  |  |  |  |

## В
- Апостол Ванђеловић прозвани Вовјекивјековић
- Владимир Велмар-Јанковић
- Милутин Вељковић
- Милован Витезовић
- Станислав Винавер
- Александар Војиновић
- Радомир Вуга
- Мијат Вујачић
- Иван Вукадиновић
- Предраг Вукадиновић
- Слободан Вукадиновић
- Слободан Вукановић
- Чедо Вуковић
- Дивна М. Вуксановић
- Јелена Вучетић

|  |  |  |  |  |  |  |  |  |  |  |  |  |  |  |  |  |  |  |  |  |  |  |  |  |  |  |  |  |  |

## Г
- Ненад Гајић
- Александар Гаталица
- Милован Глишић
- Зоран Грбић
- Јован Грчић Миленко

|  |  |  |  |  |  |  |  |  |  |  |  |  |  |  |  |  |  |  |  |  |  |  |  |  |  |  |  |  |  |

## Д
- Љубомир Дамњановић
- Милица Данковић
- Владан Десница
- Мирјана Детелић
- Ан Дим (псеудоним)
- Бран. Димитријевић
- Владан Добривојевић
- Радоје Домановић
- Игор Драгишић
- Милан Драшковић („Мајк Драсков“, „Џ. Миланд“, „К. Воксард“)
- Ненад Дуновић
- Растислав Дурман

|  |  |  |  |  |  |  |  |  |  |  |  |  |  |  |  |  |  |  |  |  |  |  |  |  |  |  |  |  |  |

## Ђ
- Момир Ђерић
- Дејан Ђорђевић
- Слободан Ђорђевић
- Душан Ђорић
- Радивоје Лола Ђукић
- Мирјана Ђурђевић
- Владимир Ђурић Ђура
- Јелена Ђуровић
- Алекса Ђукановић

|  |  |  |  |  |  |  |  |  |  |  |  |  |  |  |  |  |  |  |  |  |  |  |  |  |  |  |  |  |  |

## Ж
- Радован Ждрале
- Зоран Живковић

|  |  |  |  |  |  |  |  |  |  |  |  |  |  |  |  |  |  |  |  |  |  |  |  |  |  |  |  |  |  |

## З
- Мирна Закић
- Павле Зелић

|  |  |  |  |  |  |  |  |  |  |  |  |  |  |  |  |  |  |  |  |  |  |  |  |  |  |  |  |  |  |

## И
- Иван Ивањи
- Слободан Ивков
- Александар Илић
- Жарко Илић
- Миливоје Илић
- Драгутин Илић
- Владимир Имперл, алиас Вил Марди

|  |  |  |  |  |  |  |  |  |  |  |  |  |  |  |  |  |  |  |  |  |  |  |  |  |  |  |  |  |  |

## Ј
- Есад Јакуповић („Е. Јакир“, „Е. Јакуп“, „Е. Ј. Марс“, „Е. Ј. Туморов“, „Стерџ Огазбед“)
- Зоран Јакшић
- Милорад Јанковић
- Ратко Јанковић
- Радован М. Јанковић
- Ана Језерска
- Владимир Јовановић
- Димитрије Јовановић
- Јован Јовановић Змај
- Љубиша Јовановић („M. L. Arnaud“)
- Милан Јовановић
- Миливоје Јовановић
- Небојша Јовановић
- Оливер Јовановић
- Тихомир Јовановић
- Љубиша Јоцић

|  |  |  |  |  |  |  |  |  |  |  |  |  |  |  |  |  |  |  |  |  |  |  |  |  |  |  |  |  |  |

## К
- Драгош Калајић
- Бобан Кнежевић
- Лазар Комарчић
- Берислав Косиер
- Звонимир Костић
- Миливој Костић
- Ерих Кош
- Ранко Крстајић
- Бошко Крстић
- Срђан Крстић
- Станко Кукић

|  |  |  |  |  |  |  |  |  |  |  |  |  |  |  |  |  |  |  |  |  |  |  |  |  |  |  |  |  |  |

## Л
- Андрија Лаврек
- Лаза Лазић
- Владимир Лазовић („Валдемар Лејзи“)
- Тамара Лујак
- Душица Лукић

|  |  |  |  |  |  |  |  |  |  |  |  |  |  |  |  |  |  |  |  |  |  |  |  |  |  |  |  |  |  |

## М
- Гордана Малетић
- Никола Маловић
- Александар Мандић
- Неда Мандић-Спасојевић
- Александар Манић
- Зоран Маодуш
- Александар Марковић
- Веселин Марковић
- Зоран Н. Марковић
- Миланче Марковић
- Миљан Марковић
- Слободан Марковић
- Митко Манџуков
- Ивана Милаковић
- Жарко Миленић
- Ђорђе Мијушковић
- Милутин Миланковић
- Миодраг Миловановић
- Митар Милошевић (псеудоним „Фредерик Ештон“)
- Милан Митровић
- Немања Митровић
- Живорад Михаиловић – Шиља
- Јасмина Михајловић
- Јевстатије Михајловић
- Гордан Момчиловић
- Градимир Ј. Московљевић

|  |  |  |  |  |  |  |  |  |  |  |  |  |  |  |  |  |  |  |  |  |  |  |  |  |  |  |  |  |  |

## Н
- Момчило Настасијевић
- Александар Б. Недељковић („Константин Тезеус“, „Ко Јунис“, „Константин Јуниус“)
- Слободан Ненин
- Иван Нешић
- Зоран Нешковић
- Брана Николић
- Милан Николић
- Мирјана Новаковић
- Стојан Новаковић

|  |  |  |  |  |  |  |  |  |  |  |  |  |  |  |  |  |  |  |  |  |  |  |  |  |  |  |  |  |  |

## О
- Жељко Обреновић
- Дејан Огњановић
- Илија Огњановић
- Ото Олтвањи
- Гроздана Олујић
- Драган Орловић

|  |  |  |  |  |  |  |  |  |  |  |  |  |  |  |  |  |  |  |  |  |  |  |  |  |  |  |  |  |  |

## П
- Милорад Павић
- Зоран Павловић
- Александар Палавестра
- Васа Павковић
- Иван Панић
- Никола Панић
- Арсен Панковић
- Дарко Пејовић
- Борислав Пекић
- Миодраг Пепић
- Слободан Петковић
- Горан Петровић
- Миомир Петровић
- Растко Петровић
- Урош Петровић
- Божидар Пешев
- Зоран Пешић Сигма
- Ђорђе Писарев
- Марко Пишев
- Весна Поповић
- Милисав Поповић
- Зоран Поповић
- Јован Стерија Поповић
- Љиљана Праизовић (негде и као: Љиљана Тодоровић)
- Љубомир Прелић
- Јован Прешић

|  |  |  |  |  |  |  |  |  |  |  |  |  |  |  |  |  |  |  |  |  |  |  |  |  |  |  |  |  |  |

## Р
- Томислав Раданов
- Александар Раденковић („Ал Радек“)
- Славен Радовановић
- Александар Радовић („Ли Радов“, „Lee Radow“, „Lee Radov“)
- Стојан Ј. Радонић
- Саша Радоњић
- Ратко Радуновић
- Светолик Ранковић
- Манојло Ратковић
- Негован Рајић
- Даниел Рељић
- Јован Ристић

|  |  |  |  |  |  |  |  |  |  |  |  |  |  |  |  |  |  |  |  |  |  |  |  |  |  |  |  |  |  |

## С
- Лејла Самарај
- Вероника Санто (такође и као: Вера Санто, Вера Ивосић-Санто)
- Адријан Сарајлија
- Звонко Сарић
- Милан Р. Симић
- Горан Скробоња
- Никола Смоленски
- Властимир Станисављевић
- Драган Станишић
- Горан Станковић
- Милош Станојевић
- Видосав Стевановић
- Гаврил Стефановић Венцловић
- Зоран Стефановић
- Споменка Стефановић-Пулулу
- Влада Стојиљковић
- Дејан Стојиљковић
- Атанасије Стојковић
- Војислав Стојковић
- Градимир Стојковић
- Бојан Стојнић
- Јован Суботић

|  |  |  |  |  |  |  |  |  |  |  |  |  |  |  |  |  |  |  |  |  |  |  |  |  |  |  |  |  |  |

## Т
- Данијела Танасковић
- Александар Тешић
- Гордана Тимотијевић
- Мина Д. Тодоровић
- Мирољуб Тодоровић
- Мајо Тополовац
- Бранислав Трајковић („Били Треј“ и „Billy Tray“)
- Ранко Трифковић
- Риста Трифковић
- Дарко Тушевљаковић

|  |  |  |  |  |  |  |  |  |  |  |  |  |  |  |  |  |  |  |  |  |  |  |  |  |  |  |  |  |  |

## Ћ
- Добрица Ћосић
- Велимир Ћургус Казимир
- Васа Ћурчин
- Слободан Ћурчић („С. Тиркли“, „Пол Хејвуд“)

|  |  |  |  |  |  |  |  |  |  |  |  |  |  |  |  |  |  |  |  |  |  |  |  |  |  |  |  |  |  |

## У
- Милан Урошевић
- Предраг Урошевић

|  |  |  |  |  |  |  |  |  |  |  |  |  |  |  |  |  |  |  |  |  |  |  |  |  |  |  |  |  |  |

## Ф
- Марко Фанчовић
- Драган Р. Филиповић
- Светислав Филиповић - Филип

|  |  |  |  |  |  |  |  |  |  |  |  |  |  |  |  |  |  |  |  |  |  |  |  |  |  |  |  |  |  |

## Ц
- Воја Царић
- Милош Цветковић
- Милош Црњански

|  |  |  |  |  |  |  |  |  |  |  |  |  |  |  |  |  |  |  |  |  |  |  |  |  |  |  |  |  |  |

## Ч
- Горан Чучковић

|  |  |  |  |  |  |  |  |  |  |  |  |  |  |  |  |  |  |  |  |  |  |  |  |  |  |  |  |  |  |

## Џ
- Слободан Џунић

|  |  |  |  |  |  |  |  |  |  |  |  |  |  |  |  |  |  |  |  |  |  |  |  |  |  |  |  |  |  |

## Ш
- Слободан Шкеровић
- Персида Шујица Милачић
- Ладо Шујица